# Mary Tucker
Pour les articles homonymes, voir Tucker.
Mary Carolynn Tucker est une tireuse sportive américaine née le 20 juillet 2001 à Pineville, en Caroline du Nord. Elle a remporté avec Lucas Kozeniesky la médaille d'argent de l'épreuve mixte de carabine à 10 m
air comprimé aux Jeux olympiques d'été de 2020 à Tokyo.